# Len Chappell
Leonard R. Chappell, detto Len (Portage, 31 gennaio 1941 – Oconomowoc, 12 luglio 2018), è stato un cestista statunitense, professionista nella NBA e nella ABA.

## Carriera
Venne selezionato dai Syracuse Nationals al primo giro del Draft NBA 1962 (5ª scelta assoluta).

## Palmarès
- NCAA AP All-America First Team (1962)
- NBA All-Star (1964)